# Villeneuve-d'Entraunes
Villeneuve-d'Entraunes (in italiano Villanova d'Entraunes, ormai desueto) è un comune francese di 86 abitanti situato nel dipartimento delle Alpi Marittime della regione della Provenza-Alpi-Costa Azzurra.

## Storia
La località abitata di Villanova si trova in una piana, in mezzo alle montagne, distante dalla città di Nizza due giorni e mezzo di cammino passando nel dominio di Francia per "Croso" (od Ascroso) od Entrevaux, e quattro giorni di marcia passando negli Stati di Sua Maestà il Duca di Savoia, cosa che non è tuttavia possibile in inverno.

Il villaggio è composto da 46 fuochi e 200 persone e tocca i territori comunali di San Martino d'Entraunes, Sauze, Castelnuovo d'Entraunes e quello di Guglielmi in Francia.
Nella storia di Villanova d'Entraunes, secondo Paul Canestrier, il ricordo del dio romano "Jupiter" (Giove) trasparirebbe nell'oronimo di "Testa Jouan", dato ad una collina dominante il quartiere del "Moulin" (Mulino).

Tale denominazione deriverebbe dall'usanza popolare locale antica di definire come Monte di Giove (Mont Jove), il rilievo montuoso al di sopra del villaggio.

### Preistoria ed Antichità
Al XXXI secolo a.C. si data la prima occupazione umana, attestata dalla scoperta, nel quartiere della "Vigna" (quartier du Vigna), d'un'ascia in pietra levigata databile in tale periodo.
Nel 600 a.C. circa, si verifica la presenza nella regione della tribù ligure dei "Velauni", cacciatori, pastori ed agricoltori che si dedicavano al baratto con i "banchi" focesi, com'erano detti i allora i Marsigliesi della Costa, dalla loro origine greca. Fatti attestati dalla scoperta d'una mano in bronzo incisa in greco antico «Segno di riconoscenza dei Velauni», oggetto visibile al Museo Borelli di Marsiglia.
Nel 49 a.C., Giulio Cesare invia Publio Negro (Publius Niger) a sottomettere le vallate ostili delle Alpi. Pervenuto a Nizza, egli rimonta il fiume Varo con 500 legionari e quattro catapulte, sottomettendo i Liguri della regione di Poggetto Tenieri senza spingersi più in alto nella valle del Varo, tralasciando di raggiungere la zona della sorgente, probabilmente spopolata.
Nel 16 a.C., l'imperatore romano Augusto «ripulisce» la zona ribelle dell'alto Varo e del fiume Tinea.
Nel 14 a.C., si ha la sottomissione definitiva dei Liguri della montagna da parte dei Romani. Dopo la conquista romana, portata a compimento nel 14 a.C., Augusto organizza le Alpi in province. Il territorio dell'attuale comune di Villanova dipende dalla provincia delle Alpi Marittime ed è riunita alla civitas di Glanate (Glandèves). Alla fine dell'Antichità, la diocesi di Glandèves riprende i limiti di tale Civitas.
Nel 6 a.C., i Velauni sono inscritti tra i popoli vinti da Augusto sul suo Trofeo delle Alpi di Turbia.
Dal I secolo al IV secolo dopo Cristo, la pace romana (Pax Romana) vede impiantarsi stabilmente sul futuro territorio di Villanova una prima comunità agro-pastorale.

### Medioevo
Intorno all'anno 700, vi è la nascita del «Castrum Abusiscum», piccolo villaggio fortificato.
Nell'879, Villanova d'Entraunes appare per la prima volta, come un feudo della corona provenzale: Il villaggio s'aggrappa sulle colline del "Claus" e di Santa Margherita. "Villa nova" o nuova villa sembra provenire dalla rinascita, dopo distruzione, d'una villa romana installata in questi luoghi, ch'era un'importante azienda agricola con aia di trebbiatura e mulino, e zona di battitura del ferro con forgia e fucina, per gli attrezzi dei campi, ecc.
"Entraunes" verrebbe da "Inter Amnes", cioè posta "fra due corsi d'acqua".
Nel 983, avviene l'espulsione dei Saraceni venuti dal mare ed installatisi nelle montagne del paese nizzardo.
Nel 1137, il vescovo di Glandèves impianta i Cavalieri Ospitalieri od Ospedalieri di San Giovanni di Gerusalemme a Villanova d'Entraunes, dove possiedono alcuni beni. Non bisogna confondere gli Ospitalieri con i Cavalieri templari che non sono mai stati presenti né a Villanova, né nell'alta vallata del Varo secondo gli specialisti della questione. Più tardi, i religiosi di San Dalmazzo in Piemonte acquisirono il priorato di San Genesio a Bante.
Nel 1154, si fa menzione di "Dena", l'attuale frazione di Enaux del comune di Villanova. L'abbazia benedettina di Sant'Eusebio d'Apt installa un priorato oggi scomparso, detto delle «Sbarre di San Pietro» (Barres de Saint Pierre) nella fitta foresta dei «Cordaillaous», così chiamati in lingua nizzarda i monaci francescani dell'Ordine dei frati minori, detti "cordelieri" in francese, perché legati con una corda alla cintura (dall'espressione de corde liés).
Nel 1232 e 1244, "Enaux", od Ena o Dena, appare nella lista dei castra, come si ricava dagli Archivi Dipartimentali delle Bocche del Rodano.
Nel 1251 e 1252, si ha un'altra menzione di "Dena", oggi Enaux, frazione di Villanova, nell'inchiesta demaniale ordinata da Carlo I d'Angiò, re di Napoli e Sicilia.
Nel 1264, Villanova è citata ne «il Razionario», sotto il nome di “Villanova Dene“, cioè di Dena, poi Ena ed oggi Enaux, sua frazione comunale, come si deduce dagli Archivi Dipartimentali delle Bocche del Rodano, poi nel 1325, nella Vicarìa di Poggetto (Viguerie de Puget).
Nel 1289, Carlo II d'Angiò, re di Napoli e Conte di Provenza, accorda a Villanova una "Charta" di franchigia, per cui la comunità s'amministra essa stessa sotto la tutela del suo signore Adolesio, al quale i sovrani provenzali delegano i loro poteri.
Nel 1315, la popolazione di Villanova è valutata a 64 fuochi, per circa 416 abitanti.
Nel 1365: con mandato scritto del 3 maggio, la regina Giovanna ordina da Napoli al Siniscalco Barnaba Grimaldi, signore di Boglio, di lasciar arrestare sui suoi feudi i ribelli ai suoi ordini, specificamente quelli del Castrum di Villanova d'Entraunes.

La regina Giovanna d'Angiò desiderava che fossero migliorate le fortificazioni delle terre della Contea per ricondurvi all'interno le fiere e mercati, al riparo dagli invasori. Ma i Villanovesi rifiutano d'edificare tali fortificazioni e di pagare l'imposta, andando persino a formare un'«associazione armata».

Contestando il potere reale, «essi commettono ogni giorno degli omicidi per i quali restano impuniti... ci sarebbero nel "castrum" di Villanova più di 300 uomini ben esercitati... ed animati dallo spirito della ribellione».

«Barnaba domanda l'autorizzazione alla regina Giovanna I di Napoli d'impadronirsi dei perfidi e dei ribelli dove che siano, nei limiti della sua giurisdizione, e di punirli come essi meritano... di radunare i suoi cugini ed amici sotto le armi per vendicare l'uccisione del suo scudiero Giordano di Lieucia e d'Antonio Fulconis di Pierlas».

Egli chiede «che nessuno dia asilo ai colpevoli e glieli si consegni». L'autorizzazione di perseguirli è accordata dalla regina Giovanna, ma a condizione che i rivoltosi catturati siano imprigionati nel carcere comitale.
Nel 1388 la comunità di Villanova presta giuramento di fedeltà al suo nuovo sovrano, il Duca Amedeo VII di Savoia ed al suo rappresentante Giovanni Grimaldi, signore di Boglio.
Nel 1418, la Vicarìa di Poggetto Tenieri condanna in contumacia un abitante di Villanova a 25 lire e 15 soldi d'ammenda per uccisione.
Nel 1419, il duca di Savoia loca in enfiteusi alla comunità la montagna di Pascaïret ad ovest d'Enaux, frazione del comune, dotata di ricchi pascoli ed il cui sottosuolo cela oro ed argento, da cui derivano i nomi d' “Aurent“ed “Argenton“per le parti più basse di tale vallata.
Nel 1431, Giacomo Adelosio rinuncia ai suoi diritti su Villanova mediante il pagamento della somma di 180 fiorini ed un canone annuale di 3 soldi o "suoli" in favore del Duca di Savoia.
Nel 1445, alcune compagnie d'avventurieri desolano le campagne della regione, ed il loro capo Arcimbaldo d'Abzac installa il suo quartier generale verso Santa Margherita. Il suo tesoro di guerra, perduto dopo la sua cattura, si nasconderebbe sulla sommità della collina nelle fondazioni dell'antica torre del castello in rovina.
Nel 1446, Renato d'Angiò, conte di Provenza e re di Napoli, alleato della Francia contro la Savoia, ingaggia le sue truppe nella Valle d'Entraunes commettendovi crudeli devastazioni.

### Tempi Moderni
Nel 1543, in occasione delle lotte tra Francesco I e Carlo Quinto, il Duca di Savoia Carlo II (o Carlo III) prende partito per quest'ultimo, cosicché Francesi e Spagnoli occupano l'alto Varo, da cui sono cacciati da Giovanni Grimaldi, signore d'Ascroso, il quale alla testa di truppe provenzali invade di nuovo la valle, per cui Villanova si sottomette. Nuova incursione nel 1553 fino alla pace di Cateau-Cambrésis nel 1559.
Nel 1565, si verifica un incendio del villaggio.
Nel 1590, gli Ugonotti sono a Villanova, ed il signore di Sauze (in italiano Salice), Jean Faucon (in italiano Giovanni Falconi o Falcone), li sloggia alla testa di milizie locali e li forza fino a Barcellonnetta, dove li assedia.
Nel 1594 e 1597: ritorno più felice della famiglia dei Liguori che piantano lo stendardo dei gigli nei villaggi della vallata d'Entraunes.
Nel 1610, una piena con fuoruscita del torrente Bourdous annienta dei quartieri d'abitazione. La Cappella della Madonna delle Grazie (Chapelle de Nôtre Dame des Grâces) con il suo grande quadro ex voto del 1638, sarà consecutiva a tale grave sinistro.
Nel 1614, la fine tragica d'Annibale Grimaldi, signore di Boglio e di Villanova in ribellione contro il Duca di Savoia Carlo Emanuele I.
Nel 1616, il feudo di Villanova tocca ad Annibale Badat, governatore del castello di Villafranca.
Dal 1618 al 1648, la Guerra dei trent'anni tra i successori del Duca di Savoia, Vittorio Amedeo I, divide i suoi Stati. Il Contado di Nizza è invaso dai Francesi, ed il Duca d'Angoulême occupa la Valle d'Entraunes, ch'egli lascia alla venuta degli Spagnoli.
Nel 1621, mediante il pagamento di una somma di 1.500 ducati, Villanova è liberata dell'infeudazione al casato dei Badat, ed essa diviene così un comune libero, non rilevando che dall'autorità dei Duchi di Savoia.
Nel 1640, l'edificazione della Cappella di Santa Margherita (Chapelle Sainte-Marguerite), per «allontanare il Venti disastrosi che coricano le spighe».
Nel 1665, una testimonianza è data da Jean Louis Arnaud che pianta la vigna in quel che diventa il quartiere del "Vigna" (pietra scritta in francese, visita ad un'ora di marcia dal villaggio nel vallone del Bourdous).
Nel 1699, ha luogo un processo gravoso, in seguito ad arretrati di canoni impagati al Duca di Savoia. Insolvente, la comunità si vede di nuovo infeudata ad un signore, Michelangelo Lodi, provvisto ad hoc del titolo di «Conte di Villanova» nel 1702.
Nel 1701, si recensiscono in paese 53 capi di famiglia.
Nel 1708, in occasione della Guerra di Successione di Spagna, il Maresciallo De Tessé fa appostare 10 battaglioni francesi nella Valle d'Entraunes per tagliare la strada ai soldati Imperiali, da dove è sloggiato nel 1710 dal Conte austriaco De Thaun. Il Trattato di Utrecht mette fine alle ostilità nel 1713.
Nel 1709, Charles d'Hozier segnala nel suo Armoriale, la Confraternita dei "Penitenti bianchi" di Villanova d'Entraunes con un blasone «d'argento ad un San Bernardino d'incarnato vestito in religioso di San Francesco al naturale, la testa coronata d'un cerchio di gloria d'oro, e tenente nella mano destra un sole del medesimo, accompagnato da due penitenti in ginocchio e confrontati conciati dei loro abiti d'argento». La comunità non possedeva altro blasone.
Nel 1733, la comunità riacquista il titolo comitale e diviene «comunità-contessa».
Nel 1741 e 1748 si verificano nuovi torbidi, con la Guerra di Successione d'Austria. Le truppe spagnole impongono pesantemente tasse alla piccola comunità che si sdebita pagando 526 lire e 5 soldi o "suoli".
Nel 1754, si recensiscono 46 capi di casa e 200 anime.
Nel 1760, con il trattato franco-sardo, il territorio vicino di Guglielmi, francese dal 1713, ridiventa savoiardo. A seguito di tale modificazione di frontiera, i pascoli e le risorse del monte Pascaïret, proprietà della comunità, sono divenute francesi, mentre il villaggio resta sardo. Un grosso processo internazionale in cui saranno coinvolti più di 20 avvocati e notai approderà all'esenzione di ogni tassa delle terre rimaste in possesso di Villanova.
Nel 1775, si recensiscono 55 capi di casa e 278 persone, i patronimi più citati sono Arnaldo, Bruno, Ginesi, Trucchi, ... seguono: Costa, Giraudo e Tardio.
Nel XVIII secolo, da tale periodo daterebbe la leggenda della «Pietra del Lupo», dove un abitante di Bante attaccato dall'animale, si salvò arrampicandosi su una grossa roccia al lato del cammino che conduce a Villanova. La «Pietra» è sempre visibile, all'uscita dalle marne nell'ultimo tornante sul bordo della strada attuale.

### Periodo contemporaneo
Nel 1790, carovane d'emigrati che lasciano la Francia davanti alla Rivoluzione, attraversano il paese, ed il consiglio comunale di Villanova giura «fedeltà inalterabile» al Re del Piemonte, Vittorio Amedeo III di Savoia.
Nel 1792, l'esercito piemontese lascia la valle d'Entraunes in autunno, rimpiazzata da una colonna militare francese, seguita da un'offensiva dei Piemontesi in dicembre, che rioccupano la regione, ben presto cacciati dai Francesi che installano il loro Stato maggiore a Villanova, e ben 150 letti sono reclamati alla Comunità, vittima delle requisizioni dei due partiti in lotta.
Nel 1793, il 4 febbraio, la Contea di Nizza è annessa alla Francia a formare il dipartimento delle Alpi Marittime. Villanova conta allora 333 abitanti. In agosto, c'è il ritorno delle truppe sarde ed austriache. Gli Austro-Sardi sono sloggiati in dicembre. In tal periodo torbido daterebbe l'occupazione della "Balma della Vigna" (Balme du Vigna), una sorta di rifugio sotto la roccia, da parte d'un prete refrattario che rifiutava di prestare giuramento di fedeltà alla Costituzione civile del clero della Repubblica, ed in verità alcuni uffici religiosi vi sarebbero stati celebrati di nascosto dalle autorità nel 1795.
Nel 1794-1795: le armate francesi in campagna di guerra, s'installano nell'alta Valle del Varo.
Nel 1796, il 15 maggio, Vittorio Amedeo III di Savoia, Re di Piemonte e Sardegna, rinuncia alla Contea di Nizza e l'insicurezza s'installa a Villanova con la venuta dei «Barbets», poiché le loro bande armate, che rappruppano vecchi franchi tiratori favorevoli alla Casa Savoia ed alcuni disertori, si lasciano andare al brigantaggio.
Riparati nelle grotte come nella "Roccia d'Enaux", una frazione di Villanova, essi attaccano fattorie e viaggiatori, e se ne numerano ben 200 in paese nel 1797.
Una guarnigione venuta da Entrevaux e diversi incentivi in regali ed omaggi agli abitanti raggruppati in milizie, non verranno a capo dei loro misfatti che nel 1801.
Nel 1814, si assiste al ritorno della Contea di Nizza alla Casa reale Savoia, Piemonte e Sardegna sotto l'autorità di re Vittorio Emanuele I.
Nel 1838, all'ultimo censimento demografico ufficiale degli Stati Sabaudi, si recensiscono 350 abitanti a Villanova.
Nel 1860, vi è l'annessione definitiva del Contado di Nizza alla Francia.
Il comune di Villanova d'Entraunes dunque, fin dal 1388, ha seguito da allora in avanti con tutta la contea di Nizza, le vicende storiche prima della Contea di Savoia e del Ducato di Savoia, e poi dopo il Congresso di Vienna, dal 1815 al 1860, le sorti del Regno di Sardegna, per essere poi annesso nel 1861 alla Francia.
Nel 1861, 334 abitanti censiti, e si segnalano parecchi incendi del villaggio nel XIX secolo.
Nel 1900, si ha l'apertura della strada delle Grandi Alpi attraverso il Colle della Cayolle, con il passaggio dei primi turisti.
Nel 1911, 248 abitanti.
Nel 1922, apertura d'un ufficio postale.
Nel 1924, nuovo incendio del villaggio.
Nel 1934, due caffè aprono a Villanova, e l'hotel Rossi accoglie dei pensionanti che lavorano sulle strade locali e nei tagli dei boschi.
Nel 1936, 175 abitanti.
Nel 1939, in seguito alla dichiarazione di guerra, le truppe francesi della Fanteria di montagna s'installano nel villaggio.
Nel 1943, si viene a Villanova per rifugiarvisi ed a nascondervisi dalla Costa Azzurra.
Nel 1944, in agosto, la Resistenza, dopo duri combattimenti nelle gole di Daluis contro un'importante colonna militare tedesca, taglia i ponti verso Nizza. Gli uomini validi del villaggio spalleggiano la Resistenza che libera la alta Valle del Varo davanti alla Costa Azzurra.
Nel 1946, una lenta ed inesorabile emorragia continua a svuotare il villaggio e le sue frazioni: 142 abitanti.
Nel 1954: 112 abitanti, ed oggi appena 86 residenti.

## Società

### Evoluzione demografica
Abitanti censiti

## Araldica
Lo stemma del comune di Villanova d'Entraunes è costituito da un blasone d'azzurro alla chiave e la freccia passate in petto, al castello broccante il tutto d'oro, sormontato d'una stella d'otto raggi di rosso fauci.